# Pürckhauer

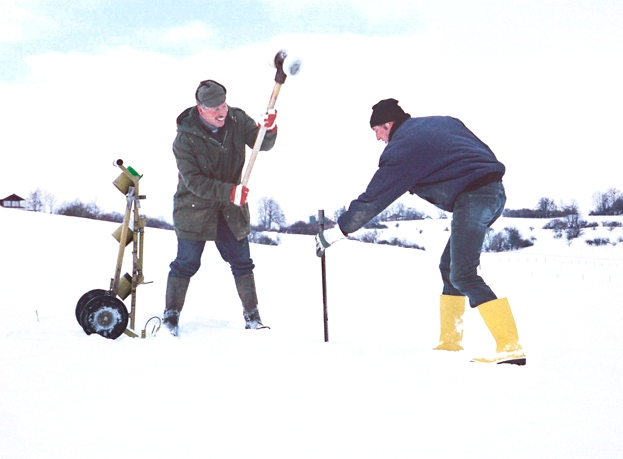
Entnahme von Bodenproben für Nitratanalysen im späten Winter vor Vegetationsbeginn mit einem Pürckhauer-Bohrstock

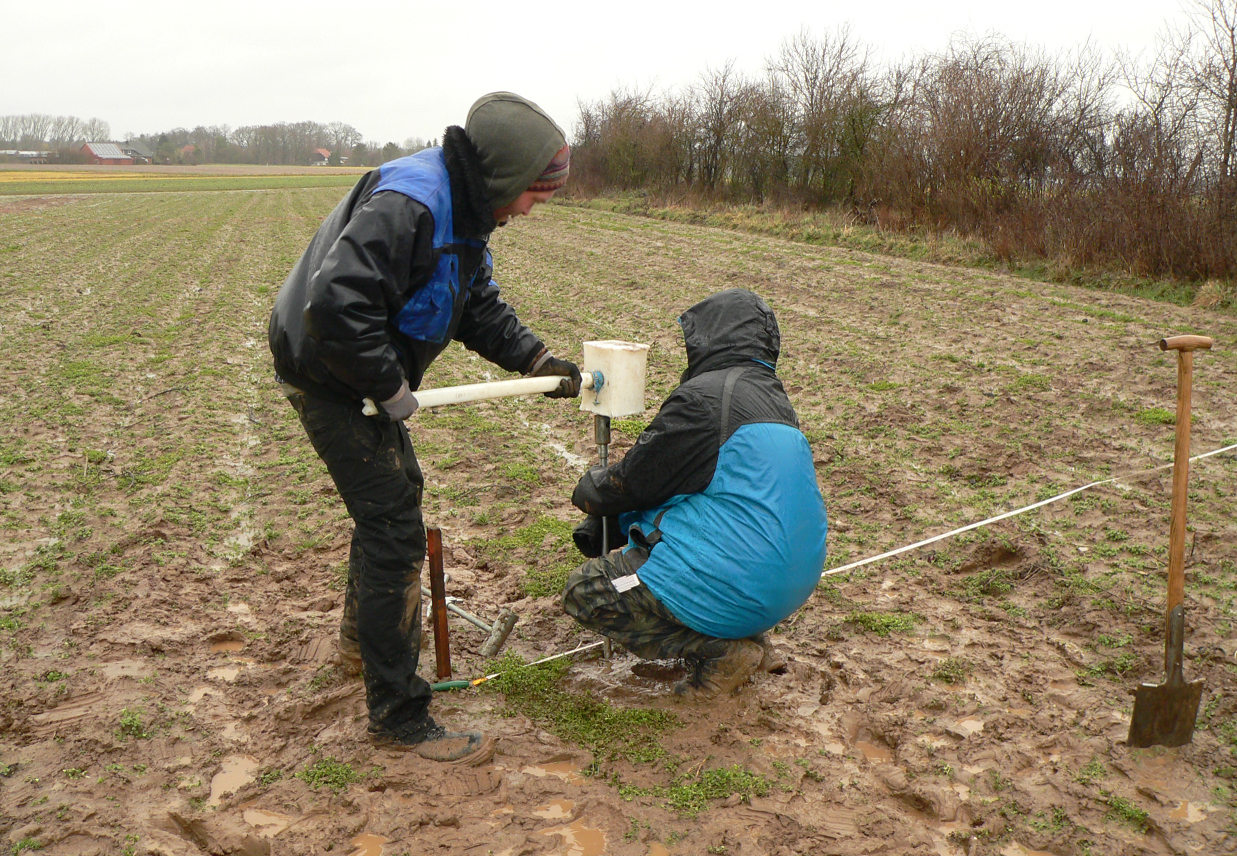
Entnahme von Bodenproben bei archäologischen Untersuchungen des Erdwerks von Wellie

Der Pürckhauer (auch Bodenprobennehmer, Erdbohrstock, Bodenhauer) ist ein patentierter Hohlmeißelbohrer, der bei bodenkundlichen und geomorphologischen Untersuchungen im Gelände zum Einsatz kommt. Der Bohrstock dient dazu, Bodenproben aus dem oberflächennahen Grund zu entnehmen, mit denen sich Bodentypen und der Nährstoffgehalt bestimmen lassen. Der Name leitet sich von seinem Entwickler Rudolf Pürckhauer ab. Üblich sind Einschlaglängen von 1 oder 1,5 m. Bei Bohrungen bis zu 2 Metern Tiefe werden zwei Bohrstangen unterschiedlicher Länge verwendet und nacheinander in dasselbe Loch getrieben. Bei noch tieferen Bohrungen kommen Rammkernsonden zum Einsatz.

## Anwendung
Die Bodenanalyse kommt in dieser Form in der Landwirtschaft (beispielsweise zur Analyse des Düngemittelbedarfs nach der Schutzgebiets- und Ausgleichsverordnung in Baden-Württemberg) zur Anwendung. Außerdem wird der Bohrstock als ein robustes und einfaches Untersuchungsmittel im Bildungsbereich an Schulen und anderen Bildungseinrichtungen zur Vermittlung von Bodenwachstumsbedingungen in der Biologie oder in der Heimatkunde verwendet. Ab etwa acht Jahren sind Schüler körperlich in der Lage, einen ein Meter tiefen Bohrstab selbständig in weiche Bodenschichten zu treiben und wieder herauszuhebeln.

## Untersuchungsverfahren

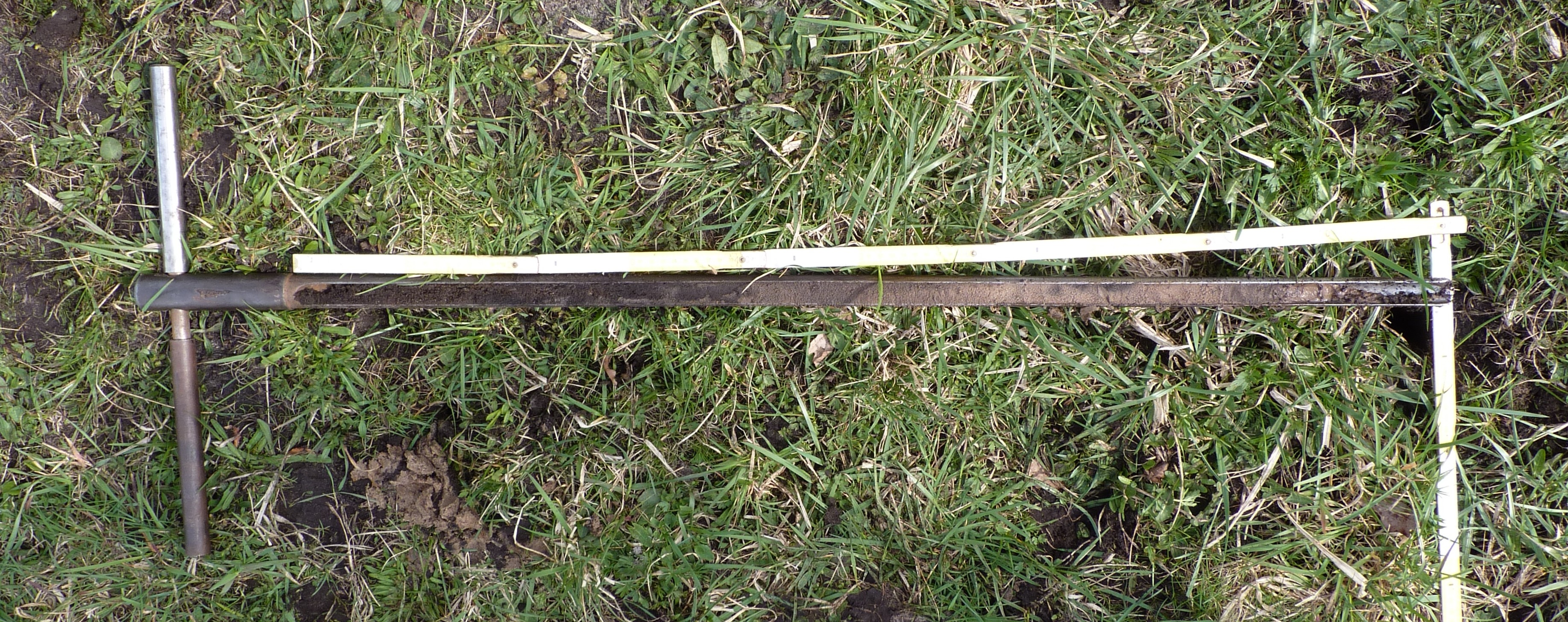
Pürckhauer mit Bodenprobe aus einer Flussaue

Der Einsatz von Pürckhauer-Bohrern nach Dr. Rudolf Pürckhauer, Freising 1931, ermöglicht eine Bodenerkundung bis mindestens zwei Meter Bodentiefe. Beim Pürckhauer handelt es sich um einen Hohlkernbohrer mit einem Schlagkopf am oberen Ende und je nach Qualität aus verschiedenen Stahlarten bzw. -legierungen. Bohrer nach dem Prinzip Pürckhauer bestehen neben dem Schlagkopf aus einem ein Meter langen, halbierten Stahlrohr mit 25 mm Innendurchmesser und angeschliffener Spitze. Mit einem Schonhammer wird der Bohrstock in den Boden getrieben und dabei die Bodenprobe zylinderförmig in den halboffenen Stab gepresst. Um die Bodenprobe im Inneren des Stabs vom umgebenden Boden zu lösen, wird mehrmals mit einem Griffeisen, das durch ein Loch im Schlagkopf geführt wird, der Stab gedreht. Danach wird der Stock an der Kopföffnung mit Hilfe eines Hebel-Zieheisens herausgezogen, indem der Stab auf ein Hebelstück gesteckt wird und am Hammer als Widerlager herausgehebelt wird. Eine ähnliche Konstruktion ist ein spezielles Ziehgerät zur Erzielung der Hebelwirkung. Bei der Verwendung eines konischen Bohrstabs (der sich nach unten leicht verjüngt) kann die Hebelkraft durch ein einfaches Herausziehen mit der Hand entfallen.
In der ausgehöhlten Fuge des Schafts bleibt die Bodenprobe, gepresst durch den Einschlagsdruck, hängen und kann untersucht werden. Mehrere Proben in definierten Abständen demonstrieren die wechselnd unterschiedlichen Schichtdicken teilweise innerhalb weniger Meter. An der Verfärbung und der Konsistenz der Proben können die Bodenbestandteile bestimmt werden. Als weitere Hilfsmittel können Farb- und Materialtafeln zum Vergleich eingesetzt werden.

## Varia
Im Schlosspark von Belvedere bei Weimar hat der Bohrstock dem Bohrstockplatz und dem Bohrstockschuppen seinen Namen gegeben.